# Vila Bohumila Belady
Vila Bohumila Belady je sídelní vila v Praze-Smíchově, která byla dokončena roku 1926 podle návrhu architekta Jana Chládka pro pražského stavebního podnikatele Bohumila Beladu. Svými rozměry i rozlohou původního pozemku se jedná o jednu z největších vil na území Prahy 5. Dlouhodobě je stavba využívána jako sídlo Velvyslanectví Indonésie v Praze.

## Historie

### V majetku Jana Kubíčka
Výstavbu vily zadal u vlastní stavební firmy před rokem 1926 v Praze působící stavitel a podnikatel Bohumil Belada jakožto zhotovení rodinného palácového sídla, na majestátním místě vrcholu srázu údolí, v kopci nad příměstskou osadou Buďanka. Belada se stal stavitelem stejně jako jeho mladší bratři Antonín a Karel, a posléze vybudoval vlastní rozsáhlý podnik, který se specializoval především na přípravu povrchu pro stavbu budov, kanalizační sítě a projekty vodárenských staveb. V roce 1926 předložil ve spolupráci s inženýrem Vladimírem Listem pražským zastupitelům návrh na výstavbu čtyř podzemních tratí pod názvem Podzemní rychlá dráha pro Prahu, který se stal částečnou předlohou podoby pozdějšího pražského metra.

### Po roce 1945
Po únoru 1948 byla budova znárodněna, rodina Beladova byla však nucena dům zcela opustit v 60. letech 20. století, patrně po smrti Bohuslava Belady roku 1964. Posléze byla využívána mj. jako hotel. Ještě před Sametovou revolucí objekt pro účely sídla velvyslanectví získaly orgány Indonéské republiky. Po roce 1989 byl pak objekt od rodinných dědiců, do jejichž majetku díky restitucím přešel, indonéskými úřady odkoupen.

## Architektura stavby
Vila je několikapodlažní volně stojící budova s plochou střechou, částečně realizovanou jakožto pochozí terasu. Postavena byla na vrcholu srázu s prudkým jižním svahem, což objektu zajišťuje výhled na Smíchov a přilehlé Košíře. Funkcionalistický sloh pracuje především s pravými úhly a holou fasádou, stavba však nese též oblé a kruhové, v podstatě dekorativní, prvky. Součástí objektu je také rozsáhlá zahrada.